# Jeffreysbaai
Jeffreysbaai (Afrikaans: Jeffreysbaai, Engels: Jeffreys Bay) is een dorp met 27.000 inwoners, in de Oost-Kaap, Zuid-Afrika. Het dorp ligt ongeveer een uur bij Port Elizabeth vandaan en is extreem populair bij surfers en vooral Europese toeristen.
De bevolking van Jeffreysbaai is voor meer dan 70% Afrikaanstalig, behalve in de krottenwijken, waar de zwarte bevolking merendeels Xhosa als moedertaal heeft, maar meestal Afrikaans als tweede taal. De kleurlingen zijn overigens meestal Afrikaans.
Jeffreysbaai is genoemd naar de oudere helft van het bedrijf Jeffrey & Glendinnings. Het bedrijf begon in 1849 een winkel op de huidige locatie van het dorp.
In het dorp is een Nederduits Gereformeerde Kerk. Het gebouw uit 1992 telt 1.200 zitplaatsen.

## Subplaatsen
Het nationaal instituut voor de statistiek, Stats SA, deelt sinds de census 2011 deze hoofdplaats in in 11 zogenaamde subplaatsen (sub place), waarvan de grootste zijn:
Jeffrey's Bay SP • Pellsrus • Wavecrest.

## Zie ook

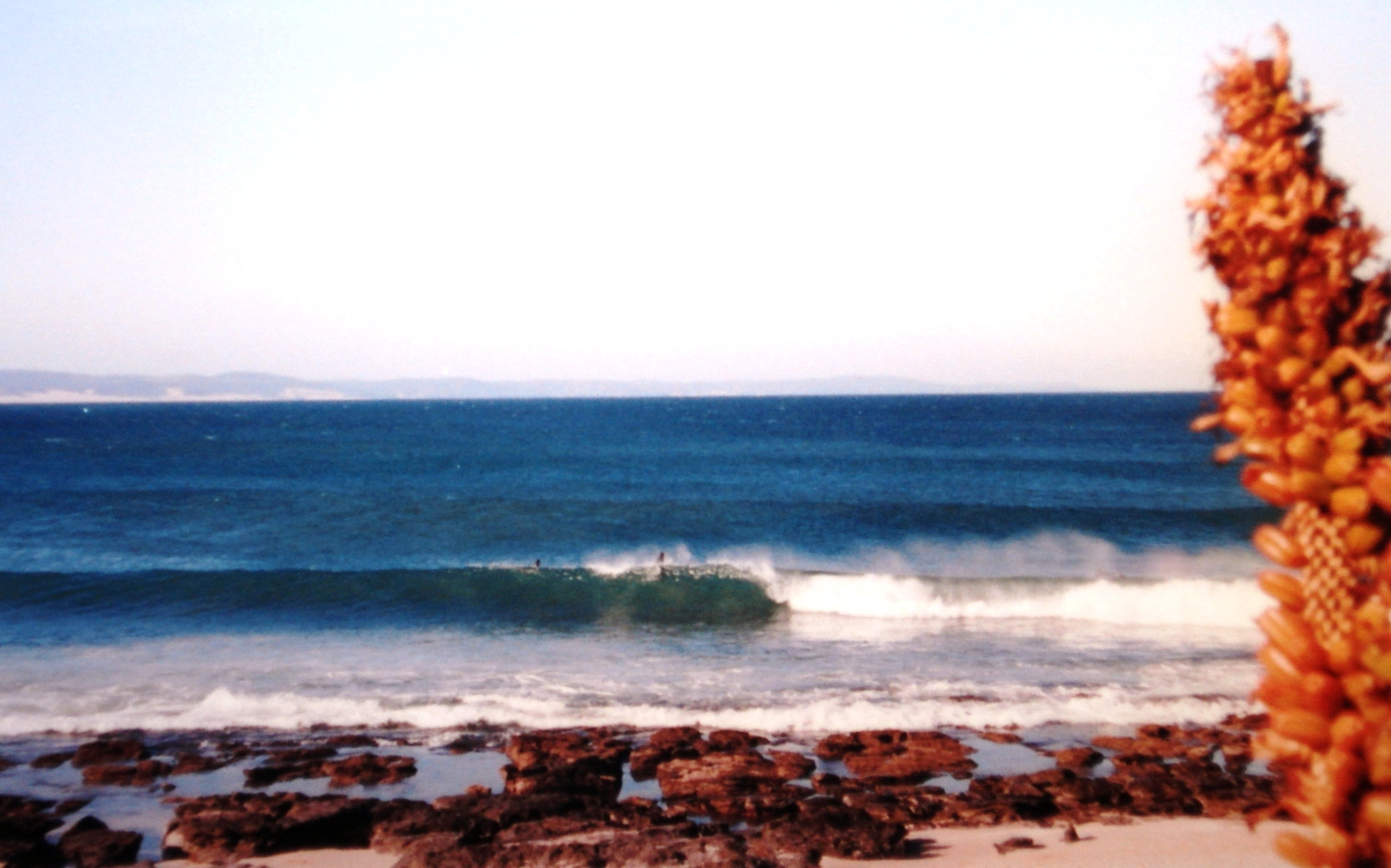
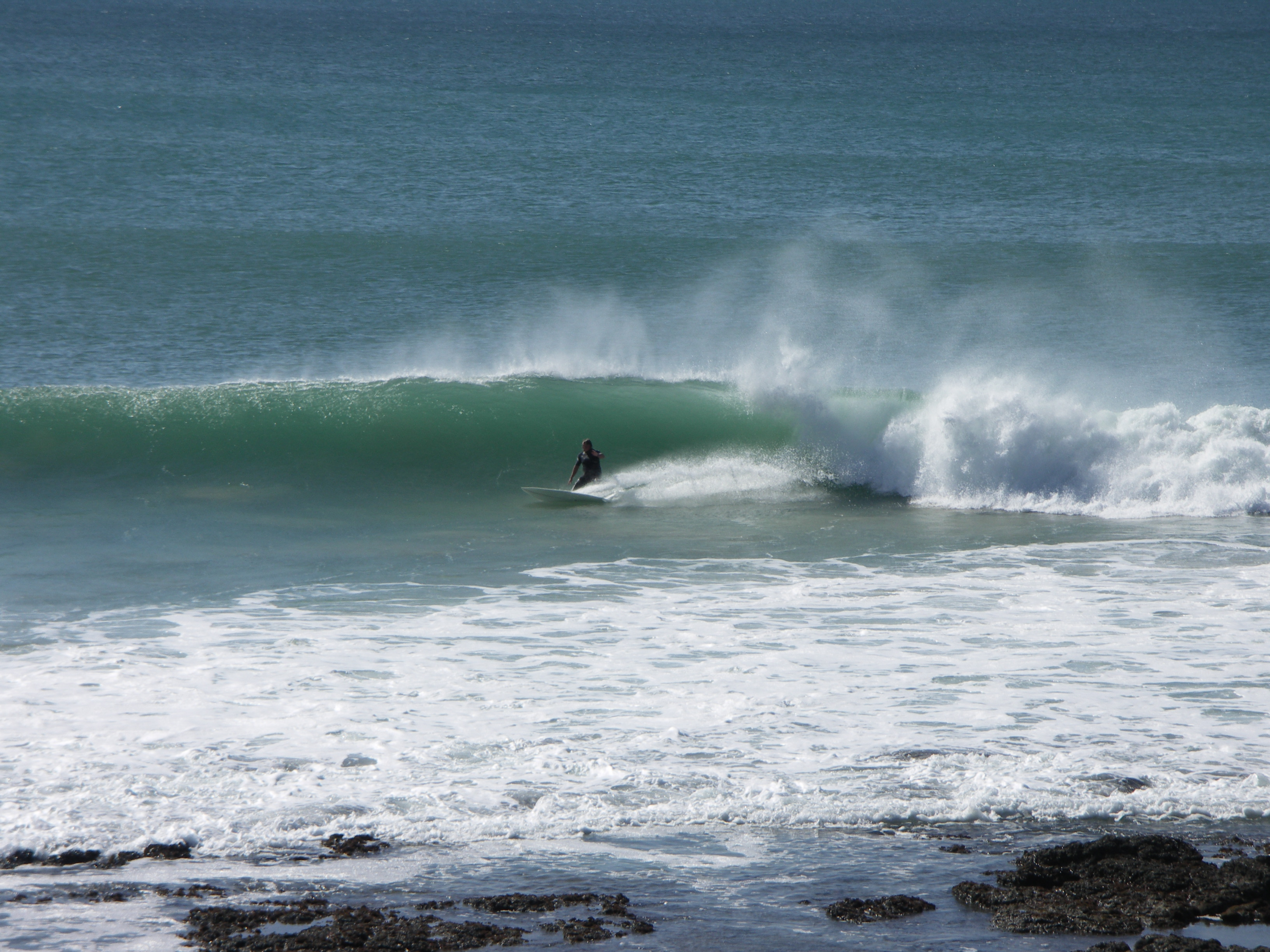
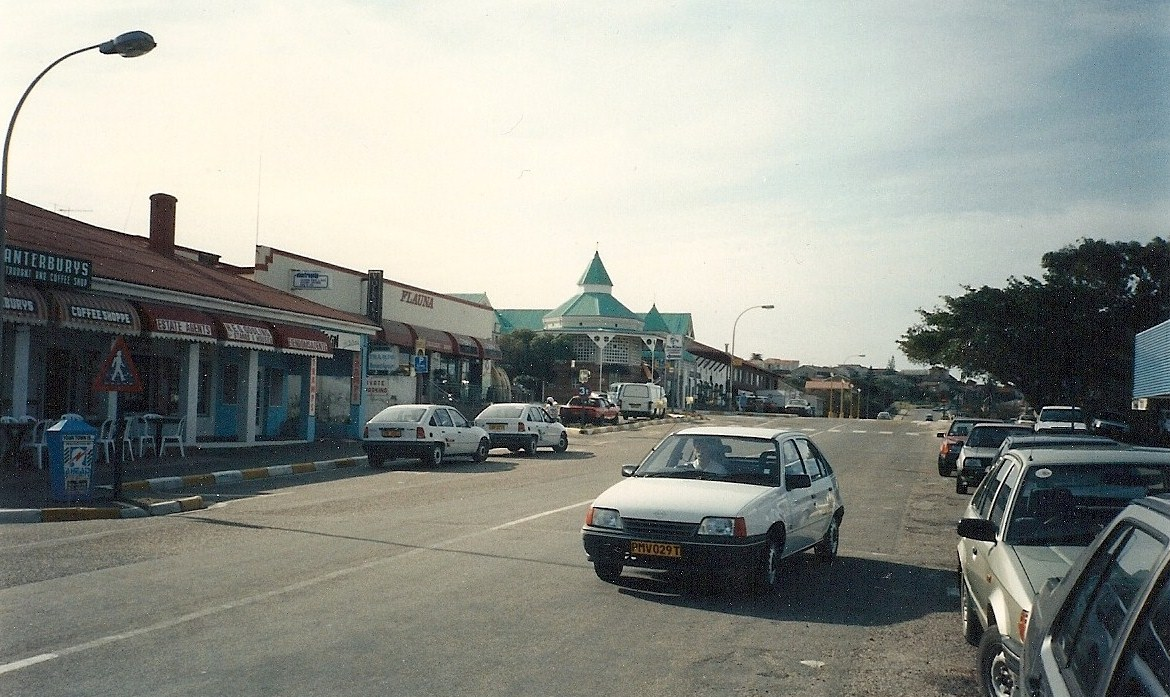
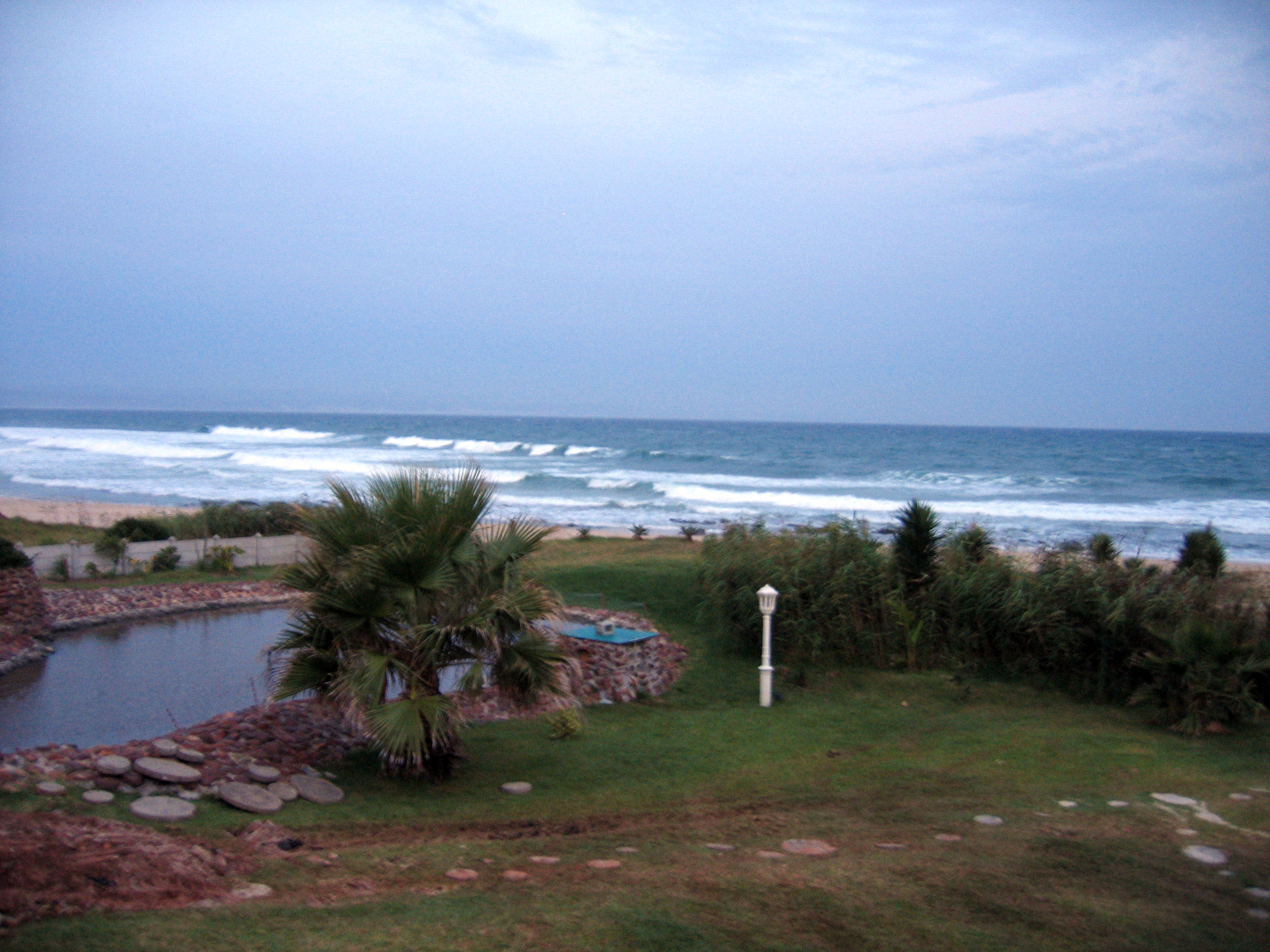
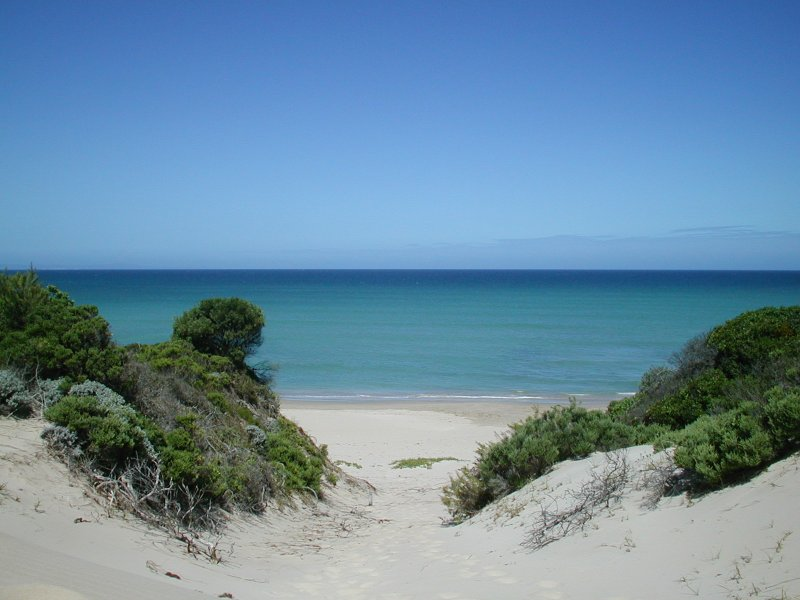
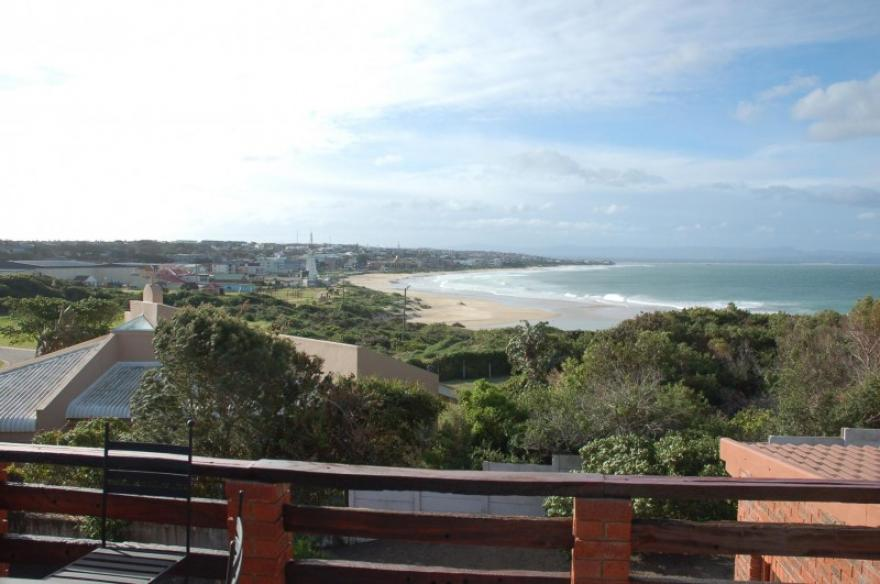